# Schwarzbraun ist die Haselnuss
Schwarzbraun ist die Haselnuss ist ein deutsches Volkslied, dessen zahlreiche Text- und Melodievarianten seit dem Ende des 18. Jahrhunderts bekannt sind. Unter diesen finden sich auch  diverse Textvariationen wie zum Beispiel als Soldatenlied. 
Bekannt ist die Version des Schlagersängers Heino, die auf dessen LP Schwer war der Abschied erschien. Auch das afroamerikanische Vokalensemble Golden Gate Quartet hatte das Lied im Repertoire. Die erste Strophe wurde in der Filmproduktion Otto – Der Film (1985) als Anspielung auf Michael Jacksons Musikvideo Thriller durch Otto Waalkes (in der Rolle als Heino) dargestellt. Erwin Halletz verwendete den Kehrreim in seiner Komposition Immer wenn ich traurig bin, welche er für Heinz Erhardt in dessen Rolle als Willi Hirsekorn in dem Film Das kann doch unsren Willi nicht erschüttern (1970) schrieb.

## Das Motiv
„Das Motiv des schwarzbraunen Mädchens kommt in vielen Volksliedern seit dem 16. Jahrhundert vor. Es beschreibt einen zupackenden, herzhaften Typus [...]. Das Gegenbild ist die spröde, blonde Frau, die meistens auch einen höheren sozialen Rang einnimmt.“

## Liedtext
1. Schwarzbraun ist die Haselnuss,

schwarzbraun bin auch ich, ja ich,

schwarzbraun muss mein Mädel sein

gerade so wie ich.

3. Schätzerl hat kein Heiratsgut,

Schätzerl hat kein Geld, kein Geld,

doch ich geb es nicht heraus,

für alles in der Welt.

Kehrreim:

𝄆 Holdrio, duwiduwidi, holdria.

Holdria duwiduwidi. 𝄇
2. Schätzerl hat mir’n Busserl geb’n,

hat mich schwer gekränkt, ja schwer gekränkt,

hab’ ich ihr’s gleich wiedergegeb’n,

ich nehm’ ja nichts geschenkt!

4. Schwarzbraun ist die Haselnuss,

schwarzbraun bin auch ich, ja ich,

wer mein Schätzerl werden will,

der muss so sein wie ich.

## Liederarchiv
- Führungsstab der Streitkräfte, Bundesministerium für Verteidigung: Kameraden singt! Liederbuch der Bundeswehr. Erscheinungsjahr 1991, S. 18.
- Naturfreunde-Liederbuch. 2. Scherzlieder und Schnurren. Morgner, Halle 1930, S. 7 f.
- Uns geht die Sonne nicht unter. Lieder der Hitler-Jugend. 4. verb. Auflage. Musikverlag Tonger, Duisburg 1934, S. 58 f.
- Deutsche Volkslieder – Eine Sammlung zum Singen und Musizieren, Hrsg.: Heinrich Zelton, Edition Dörfler im Nebel Verlag GmbH, Eggolsheim 2005, ISBN 978-3-89555-343-1.